# Stazione meteorologica di Alfonsine
La stazione meteorologica di Alfonsine è la stazione meteorologica di riferimento relativa alla località di Alfonsine.

## Coordinate geografiche
La stazione meteo si trova nell'Italia nord-orientale, in Emilia-Romagna, in provincia di Ravenna, nel comune di Alfonsine, a 7 metri s.l.m. e alle coordinate geografiche 44°30′N 12°02′E.

## Dati climatologici
In base alla media trentennale di riferimento 1961-1990, la temperatura media del mese più freddo, gennaio, si attesta a +1,9 °C; quella del mese più caldo, luglio, è di +22,7 °C.
Le precipitazioni medie annue sono inferiori ai 700 mm, distribuite mediamente in 81 giorni, con minimi relativi in inverno ed estate e picchi moderati in primavera ed autunno .
| Alfonsine             | Mesi  | Mesi  | Mesi   | Mesi   | Mesi   | Mesi   | Mesi   | Mesi   | Mesi   | Mesi  | Mesi  | Mesi  | Stagioni | Stagioni | Stagioni | Stagioni | Anno |
| Alfonsine             | Gen   | Feb   | Mar    | Apr    | Mag    | Giu    | Lug    | Ago    | Set    | Ott   | Nov   | Dic   | Inv      | Pri      | Est      | Aut      | Anno |
| --------------------- | ----- | ----- | ------ | ------ | ------ | ------ | ------ | ------ | ------ | ----- | ----- | ----- | -------- | -------- | -------- | -------- | ---- |
| T. max. media (°C)    | 5,1   | 9,0   | 13,8   | 17,8   | 22,6   | 26,9   | 29,5   | 28,9   | 25,4   | 19,5  | 11,9  | 5,9   | 6,7      | 18,1     | 28,4     | 18,9     | 18,0 |
| T. min. media (°C)    | −1,2  | 0,6   | 3,5    | 6,7    | 10,5   | 14,2   | 16,0   | 15,8   | 12,9   | 8,4   | 4,1   | −0,5  | −0,4     | 6,9      | 15,3     | 8,5      | 7,6  |
| Precipitazioni (mm)   | 45    | 40    | 49     | 59     | 59     | 48     | 45     | 70     | 60     | 62    | 88    | 56    | 141      | 167      | 163      | 210      | 681  |
| Giorni di pioggia     | 8     | 6     | 7      | 8      | 7      | 6      | 5      | 6      | 5      | 7     | 9     | 7     | 21       | 22       | 17       | 21       | 81   |
| Vento (direzione-m/s) | W 6,4 | W 7,3 | SE 8,4 | SE 8,9 | SE 7,8 | SE 6,9 | SE 6,5 | SE 5,8 | SE 5,7 | W 5,5 | W 6,3 | W 5,9 | 6,5      | 8,4      | 6,4      | 5,8      | 6,8  |